# Monthenault
Monthenault település Franciaországban, Aisne megyében. Lakosainak száma 145 fő (2022. január 1.). Monthenault Bruyères-et-Montbérault, Chamouille, Colligis-Crandelain, Lierval, Pancy-Courtecon és Presles-et-Thierny községekkel határos.

## Népesség
A település népességének változása:
| Lakosok száma | 99   | 88   | 102  | 111  | 129  | 160  | 152  | 151  | 152  | 145  |
|               | 1968 | 1982 | 1990 | 2006 | 2011 | 2016 | 2017 | 2019 | 2020 | 2022 |